# Cooks Creek (Antigua)
Der Cooks Creek ist ein Bach der Karibikinsel Antigua, im Staat Antigua und Barbuda.

## Lauf und Landschaft
Der Cooks Creek entwässert das Gebiet südlich von Gray’s Farm im Parish Saint John’s und St. Mary an der karibischen Westküste Antiguas. Er mündet im Sumpf The Flashes in der Hansons Bay in den Five Islands Harbour.